# NGC 5865
NGC 5865 (другие обозначения — NGC 5868, NPM1G +00.0485, UGC 9743, ZWG 21.23, MCG 0-39-7, KCPG 456A, PGC 54118) — галактика в созвездии Дева.
Этот объект занесён в новый общий каталог несколько раз, с обозначениями NGC 5865, NGC 5868.
Галактика входит в число перечисленных в оригинальной редакции «Нового общего каталога».